# وادارندگی

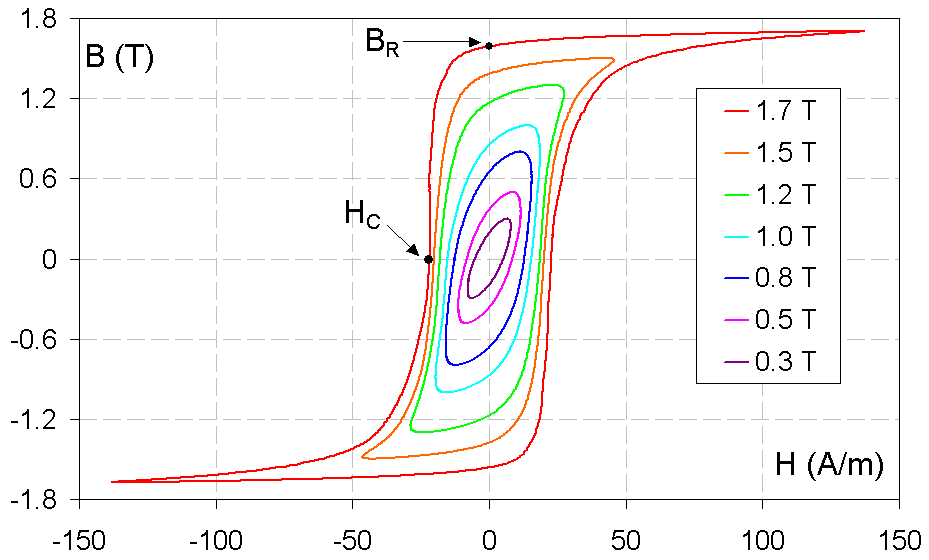
طرح‌وارهٔ خانواده‌ای از حلقه‌های پسماندمغناطیسی برای فولاد الکتریکی دانه‌گرا، که یک‌مادهٔ مغناطیسی نرم است. B_{R} نشان‌دهنده بازماندگی است و H_{C} همان «وادارندگی» است. هرچه حلقه بیرونی بازتر باشد، وادارندگی بیشتر است. حرکت روی حلقه‌ها، خلاف جهت عقربه‌های ساعت است.

وادارندگی (به انگلیسی: Coercivity) یا وادارندگی مغناطیسی (به انگلیسی: magnetic coercivity) معیاری از توانایی یک ماده فرومغناطیسی برای مقاومت در برابر میدان مغناطیسی خارجی بدون مغناطش‌زدایی است. وادارندگی معمولاً در واحدهای اورستد یا آمپر بر متر اندازه‌گیری می‌شود و با HC نشان داده می‌شود.
خاصیت مشابه در مهندسی برق و علم مواد، وادارندگی الکتریکی، توانایی یک ماده فروالکتریک برای مقاومت در برابر میدان الکتریکی خارجی بدون وامغناطش شدن است.
مواد فرومغناطیسی با نیروی وادارندگی بالا به لحاظ مغناطیسی سخت نامیده می‌شوند و برای ساخت آهنرباهای دائمی استفاده می‌شوند. گفته می‌شود که مواد با وادارندگی کم از نظر مغناطیسی نرم هستند. دومی در هسته‌های ترانسفورماتور و سلف، هدهای ضبط، دستگاه‌های ریزموج و حفاظ‌گذاری مغناطیسی استفاده می‌شود.

## تعاریف

تعریف گرافیکی وادارندگی‌های مختلف در منحنی پسماند شار در مقابل میدان (منحنی B-H)، برای یک ماده مغناطیسی سخت فرضی.

وادارندگی در یک ماده فرومغناطیسی، شدت میدان مغناطیسی اعمال شده (میدان H) مورد نیاز برای مغناطیس زدایی آن ماده است؛ پس از اینکه نمونه مغناطیسی توسط یک میدان قوی به اشباع رسید. این میدان مغناطیسی زدایی در مقابل میدان اشباع اولیه اعمال می‌شود. با این حال، تعاریف متفاوتی از وادارندگی وجود دارد، بسته به اینکه چه چیزی به عنوان «مغناطیس زدایی» به حساب می‌آید؛ بنابراین اصطلاح ساده «وادارندگی» ممکن است مبهم باشد.
- وادارندگی طبیعی: HCn، میدان H است که برای کاهش شار مغناطیسی (متوسط میدان B در داخل ماده) به صفر نیاز است.
- وادارندگی ذاتی: HCi، میدان H است که برای کاهش مغناطش (متوسط میدان M در داخل ماده) به صفر لازم است.
- وادارندگی پسماند: HCr، میدان H مورد نیاز برای کاهش ماندگاری به صفر است، به این معنی که وقتی میدان H در نهایت به صفر برمی‌گردد، B و M نیز به صفر می‌رسند. (ماده در منحنی پسماند به مبدأ می‌رسد). شکل منحنی پسماند بستگی به خواص ماده، مانند ناهمسانگردی کریستالی و انرژی دیواره حوزه‌ها دارد. علاوه بر آن، پارامترهای خارجی مانند تخلخل‌ها، ناخالصی‌ها و طبیعت و اندازهٔ دانه‌ها نیز در شکل منحنی تأثیر دارند.

وقتی ماده فرومغناطیسی تحت میدان مغناطیسی قرار گیرد، گشتاورهای آن در جهت میدان قرار می‌گیرند. وقتی که همه گشتاورهای آن ماده هم‌سو با میدان شدند، مغناطش به حالت اشباع می‌رسد که به آن مغناطش اشباع (Ms) می‌گویند. چنانچه میدان معکوس اعمال شود؛ تا نقطه عطف، مغناطش برگشت‌پذیر است. بعد از آن تعدادی از گشتاورها از جهت میدان اعمالی منحرف می‌شوند و تعدادی از آن‌ها نیز در جهت میدان باقی می‌مانند که به آن پسماند مغناطیسی 6(Mr) می‌گویند و نشان دهندهٔ مقدار القاء مغناطیسی است که در جسم باقی می‌ماند.
حلقه پسماند، در واقع، ارتباط بین B (القاء مغناطیسی) و H (میدان اعمالی) را نشان می‌دهد. تا زمانی که نمونه به نقطه اشباع برسد (Bs)، منحنی مغناطش اولیه را خواهیم داشت. اگر H پس از اشباع در جهت مثبت به صفر برسد، چگالی شار از Bs به Br تغییر می‌کند که به آن پسماند مغناطیسی می‌گویند. در این حالت اگر H را در جهت منفی افزایش دهیم، B کاهش یافته و وقتی شدت میدان به Hc (وادارندگی مغناطیسی) رسید، مقدار آن صفر می‌شود. نیروی وادارندگی، به مقدار میدانی اطلاق می‌شود که باید در جهت مخالف میدان اولیه اعمال شود تا مغناطش حاصل از میدان قبلی را به صفر برساند. با افزایش بیشتر H در جهت منفی دوباره به Bs می‌رسیم و با تکرار حالات بالا، یک حلقه به دست می‌آید که به آن حلقه پسماند می‌گویند و مهم‌ترین مشخصهٔ هر ماده مغناطیسی است که از نظر صنعتی قابل استفاده می‌باشد.
تمایز بین وادارندگی طبیعی و ذاتی در مواد مغناطیسی نرم ناچیز است، اما در مواد مغناطیسی سخت می‌تواند قابل توجه باشد. قوی‌ترین آهنرباهای خاکی کمیاب تقریباً هیچ‌یک مغناطش را در HCn از دست نمی‌دهند.

## تفاوت HcB و Hci
HcB که وادارندگی نرمال نامیده می‌شود و بیانگر نقطه ای بر نمودار BH می‌باشد که میدان مغناطیسی داخلی آهنربا به‌طور کامل توسط میدان خارجی مخالف خنثی شده است. به زبان دیگر در این شرایط چگالی شار آهنربا صفر شده است چراکه میدان خارجی دقیقاً برابر و خلاف جهت با میدان آهنرباست. در این شرایط مگنت همچنان قابل بازیابی است زیرا آهنربا هنوز قطبیت خود را از دست نداده، به عبارتی با حذف میدان خارجی معکوس خاصیت مغناطیسی مگنت بازمی‌گردد اما چنانچه مگنت به نقطه زانویی در نمودار هیسترزیس نرود خواص به‌طور کامل برمی گردد ولی اگر به مقادیری پایین‌تر از نقطه زانویی برود نیاز به شارژ مجدد مگنت می‌باشد. 

تعاریف معادل برای وادارندگی بر حسب منحنی مغناطش در مقابل میدان (M-H)، برای همان آهنربا.

Hci که وادارندگی ذاتی نامیده می‌شود و بیانگر نقطه ای است که قطبش آهنربا به صفر می‌رسد در این شرایط حوزه‌های مغناطیسی، قطبیت خود را از دست می‌دهند و با حذف میدان مغناطیسی خارجی دیگر خواص مغناطیسی مگنت برنمی گردد درصورتیکه اگر آسیب فیزیکی به مگنت وارد نشده باشد امکان شارژ مجدد آن هست.

## یکای وادارندگی مغناطیسی (Hc)
این مولفه در سیستم SI با واحد آمپر بر متر (A/m) یا کیلوآمپر بر متر (kA/m) و همچنین در سیستم cgs با اورستد (Oe) یا کیلو اورستد (kOe) بیان می‌شود.

## تعیین تجربی
به‌طور معمول، وادارندگی یک ماده مغناطیسی با اندازه‌گیری حلقه پسماند مغناطیسی، که منحنی مغناطیسی نیز نامیده می‌شود، تعیین می‌شود. همان‌طور که در شکل روبه‌رو نشان داده شده است. دستگاه مورد استفاده برای به دست آوردن داده‌ها معمولاً یک مغناطیس سنج با نمونه ارتعاشی یا گرادیان متناوب است. میدان اعمال شده که در آن خط داده از صفر عبور می‌کند، وادارندگی است. اگر یک ضد فرومغناطیس در نمونه وجود داشته باشد؛ وادارندگی اندازه‌گیری شده در میدان‌های افزایش و کاهش ممکن است در نتیجه اثر سوگیری مبادله نابرابر باشد.
وادارندگی یک ماده به مقیاس زمانی که منحنی مغناطیسی اندازه‌گیری می‌شود بستگی دارد. مغناطش یک ماده اندازه‌گیری شده در یک میدان معکوس اعمال شده که اسماً کوچکتر از وادارندگی است، ممکن است در مقیاس زمانی طولانی به آرامی به صفر برسد. آرامش زمانی اتفاق می‌افتد که معکوس شدن مغناطش توسط حرکت دیواره دامنه از نظر حرارتی فعال می‌شود و ویسکوزیته مغناطیسی بر آن غالب می‌شود. افزایش ارزش وادارندگی در فرکانس‌های بالا، یک مانع جدی برای افزایش نرخ داده در ضبط مغناطیسی با پهنای باند بالا است، که با این واقعیت ترکیب می‌شود که افزایش چگالی ذخیره‌سازی معمولاً نیازمند وادارندگی بالاتر در رسانه است.

## وادارندگی برخی مواد مغناطیسی
| مقدار وادارندگی ماده (kA/m) | ماده                                   |
| --------------------------- | -------------------------------------- |
| ۰٫۰۰۰۲                      | اَبَرپرمالوی                             |
| ۰٫۰۰۰۸–۰٫۰۸                 | پرمالوی                                |
| ۰٫۰۰۴–۳۷٫۴                  | براده‌های آهن                           |
| ۰٫۰۳۲–۰٫۰۷۲                 | فولاد الکتریکال                        |
| ۰٫۱۶                        | آهن کارشده                             |
| ۰٫۰۵۶–۲۳                    | نیکل                                   |
| ۱٫۲–۱۶                      | آهنربای فریت                           |
| ۱۹                          | iron pole                              |
| ۰٫۸–۷۲                      | کبالت                                  |
| ۳۰–۱۵۰                      | آلنیکو                                 |
| ۱۴۰                         | Disk drive recording medium (Cr:Co:Pt) |
| ۸۰۰–۹۵۰                     | آهنربای نئودیمیم                       |
| ≥۹۸۰                        | 12Fe:13Pt (Fe48Pt52)                   |

## اصول نظری
در میدان وادارندگی، مولفه برداری مغناطش مغناطیسی فرومغناطیسی که در جهت میدان اعمالی اندازه‌گیری می‌شود؛ صفر است. دو حالت اصلی معکوس مغناطیسی وجود دارد: ۱)چرخش تک دامنه و ۲)حرکت دیواره دامنه. هنگامی که مغناطش یک ماده با چرخش معکوس می‌شود، مولفه مغناطیسی در امتداد میدان اعمال شده صفر است؛ زیرا بردار در جهتی متعامد به میدان اعمال شده اشاره می‌کند. هنگامی که مغناطش با حرکت دیواره دامنه معکوس می‌شود، مغناطش خالص در هر جهت برداری کوچک است زیرا ممان‌های تمام حوزه‌های منفرد به صفر می‌رسند. منحنی‌های مغناطیسی که توسط چرخش و ناهمسانگردی مغناطیسی بلوری غالب می‌شوند در مواد مغناطیسی نسبتاً کاملی که در تحقیقات بنیادی استفاده می‌شوند یافت می‌شوند. حرکت دیواره دامنه مکانیسم معکوس مهمتری در مواد مهندسی واقعی است؛ زیرا عیوب مانند: مرزهای دانه و ناخالصی‌ها به عنوان مکان هسته برای حوزه‌های مغناطیسی معکوس عمل می‌کنند. نقش دیواره‌های دامنه در تعیین وادارندگی پیچیده است؛ زیرا نقص‌ها ممکن است دیواره‌های دامنه را علاوه بر هسته زایی آنها پین کنند. دینامیک دیواره‌های حوزه در فرومغناطیس‌ها شبیه به مرزهای دانه و پلاستیسیته در متالورژی است، زیرا هم دیواره‌های حوزه و هم‌مرزهای دانه نقص‌های مسطح هستند.

## اهمیت
مانند هر فرایند هیسترتیک، ناحیه داخل منحنی مغناطیسی در طول یک چرخه نشان دهنده کاری است که توسط میدان خارجی در معکوس کردن مغناطش بر روی ماده انجام می‌شود و به صورت گرما پراکنده می‌شود. فرآیندهای متداول اتلاف در مواد مغناطیسی شامل مغناطیس انقباض و حرکت دیواره دامنه است. وادارندگی معیاری برای درجه هیسترزیس مغناطیسی است و بنابراین تلفات مواد مغناطیسی نرم را برای کاربردهای رایج آنها مشخص می‌کند.
باقی ماندن اشباع و وادارندگی ارقام شایستگی برای آهنرباهای سخت هستند، اگرچه محصول حداکثر انرژی نیز معمولاً ذکر می‌شود. دهه ۱۹۸۰ شاهد توسعه آهنرباهای خاکی کمیاب با محصولات انرژی بالا اما دمای کوری به‌طور نامطلوب پایین بود. از دهه ۱۹۹۰، آهنرباهای سخت فنری مبادله ای جدید با قدرت وادارندگی بالا ساخته شده‌اند.

### کارت‌ها و نوارهای مغناطیسی
یک کارت بانکی استاندارد دارای وادارندگی حدود ۳۰۰ اورستد (واحد اندازه‌گیری Coercivity) می‌باشد که جزو وادارندگی پایین محسوب می‌شود. به عنوان مثال در ژاپن بر روی کارت مغناطیسی، نوار مغناطیسی دومی با وادارندگی ۶۰۰ اورستد وجود دارد. استفاده از وادارندگی بالا به ارزش ۲۱۰۰، ۲۷۵۹، ۳۶۰۰ و ۴۰۰۰ اورستد معمول و رایج است. نوار مغناطیسی با وادارندگی بالا، باعث ایجاد مجموعه جدیدی از پارامترها به دنیای نوار مغناطیسی می‌شود، ولی بالاتر بودن همیشه مفید نیست.
وادارندگی اولیه توسط نوعی از ذرات مورد استفاده در ساخت نوار تعیین می‌شوند. اکسید آهن گاما نوار وادارندگی پایین، و فریت باریم نوار وادارندگی بالایی را ارائه می‌دهد. ذرات به تنهایی تعیین‌کننده وادارندگی نهایی بر روی نوار نیستند، از آنجایی که روند فرایند تولید، ارزش را تغییر داده و در مسیر دیگری قرار می‌دهد، این امکان وجود دارد که وادارندگی ذرات در ماده آبکی به وسیله عوامل دیگری نیز بالا برود.
وادارندگی مقیاس تعیین اندازهٔ دامنه سیگنال نیست. نسخه‌های اولیه از نوار وادارندگی بالا، غلب دارای خروجی سیگنال بالایی بودند، ولی صرفاً نیازی به وادارندگی بالا نیست. بیشتر کارتخوان‌های در دسترس امروزی قادر به تنظیم در خواندن سیگنال‌هایی در سطح مشابه مطابق با استاندارد تعریف شدهٔ ISO/IEC7811 می‌باشند. نگه داشتن خروجی در این ردیف (range) باعث می‌شود میزان خواندن ریدرها افزایش یابد.